# وسلی متیوز

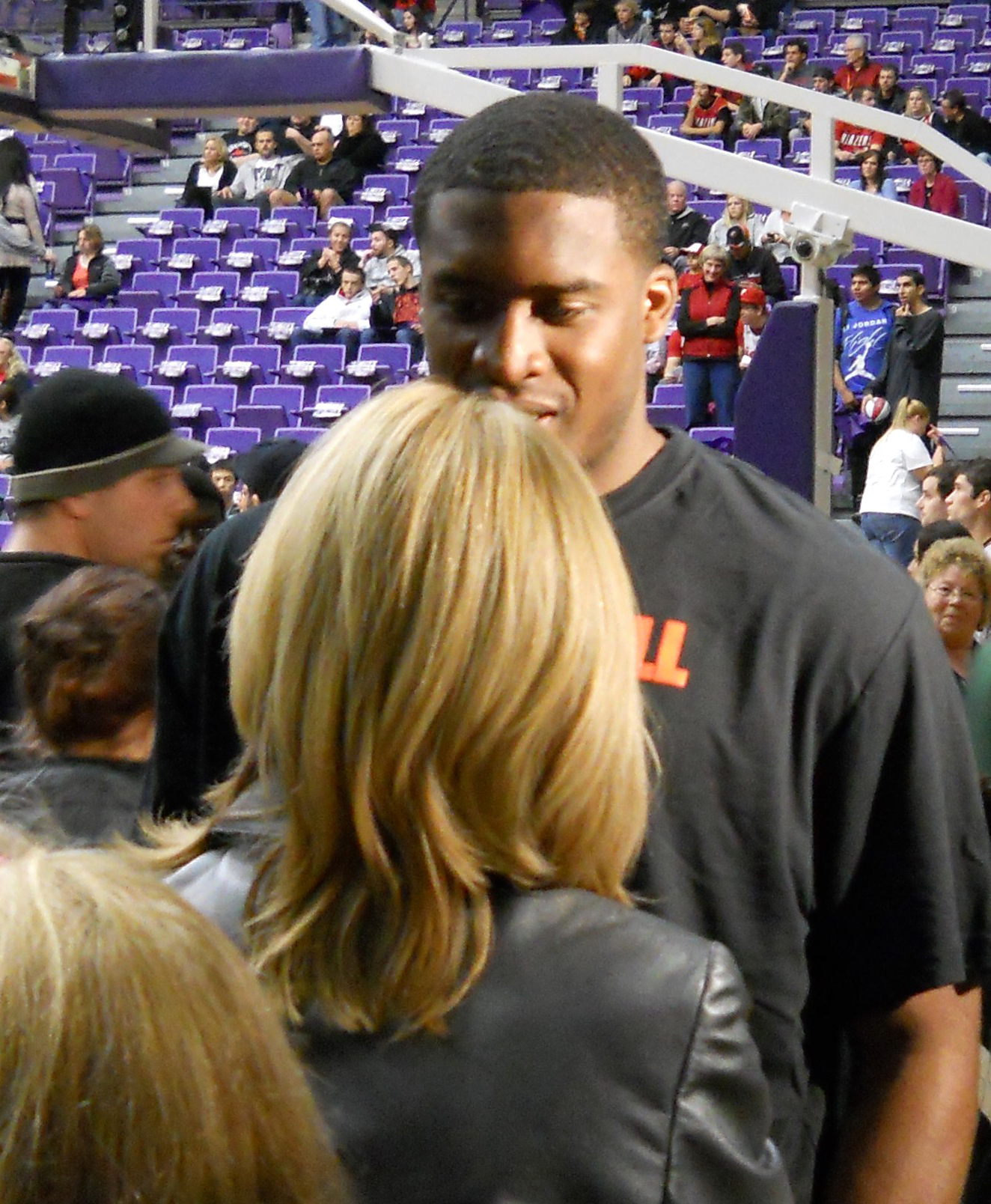
وسلی متیوز در سال ۲۰۱۱

وسلی متیوز (انگلیسی: Wesley Matthews؛ زادهٔ ۱۴ اکتبر ۱۹۸۶) یک بازیکن بسکتبال اهل ایالات متحده آمریکا است. از باشگاه‌هایی که در آن بازی کرده‌است می‌توان به پورتلند تریل بلیزرز و یوتا جاز اشاره کرد. وی هم‌اکنون عضو تیم لس آنجلس لیکرز است